# Ислам и антисемитизм
Ислам — религия с корпусом доктрин, верований и практик, которые развивались на протяжении 1400 лет, имели разные проявления и подвергались разным толкованиям; также ислам представляет собой политическое образование, единое в начале своей истории, но ставшее более разделённым с течением времени; также это цивилизация, которая, несмотря на региональные и местные различия, имеет значительные элементы единства несмотря на многообразие. Взгляды ислама на евреев и взаимоотношения с ними касаются всех этих трёх аспектов термина ислам. Как и в случае с христианством, отношения между иудаизмом и исламом восходят к самому основанию новой веры.
Евреи фигурируют в исламской теологии. Согласно исламскому учению, евреев «постигли унижение и бедность» (аль-Бакара 2:61 (Кулиев)); они были главными противниками пророка Мухаммеда наряду с идолопоклонниками, и являлись вероломной группой. Но это были люди, получившие подлинное божественное откровение, подобно христианам и зороастрийцам, и, как и последние, заслуживали терпимости, пока принимали статус подчинённых мусульманской власти данников-зимми, лиц, находящихся под защитой исламского закона. Условия такой жизни могли быть лучше или хуже в разных местах и в разные периоды истории. Хотя образ евреев в целом был ещё более негативным и снисходительным, чем образ христиан, они имели такой же правовой статус в исламской социальной системе. Средневековые арабские богословы посвятили иудаизму лишь очень небольшую часть своей полемики против других религий. В исламском мире не было ничего, что могло бы сравниться по объёму с христианской церковной литературой Adversus Judaeos и мало что может быть сопоставлено по уровню негативного отношения к евреям.
На протяжении всего Средневековья большинство евреев мира жило в исламском мире, и вспышки насилия против них были относительно редки. Принудительные обращения и массовые изгнания на протяжении всей исламской истории были ещё более редкими, чем погромы. Эта ситуация соответствовала кораническому предписанию «нет принуждения к вере» (Сура 2:256). Значительно меньшей терпимостью, чем сунниты, отличались фанатично настроенные шииты. Антиеврейские беспорядки стали более частым явлением только в XX веке в арабских частях мусульманского мира.

## Диапазон мнений
Клод Каон и Шломо Дов Гойтейн приводят доводы против антисемитизма в мусульманских странах, утверждая, что дискриминация немусульман несёт общий характер и не направлена против евреев. С точки зрения этих ученых исламский антисемитизм в период Средневековья был местным, его проявления были случайны и единичны. Джером Чанез, Пинсон, Розенблатт, Марк Коэн, Норман Стиллман, Ури Авнери, М. Клин и Бернард Льюис утверждают, что антисемитизм в исламе проявлялся редко. Льюис утверждает, что в исламе нет признаков глубоких корней эмоциональной враждебности, направленной против евреев или любой другой группы, которые могут быть охарактеризованы как антисемитизм. Существовало, однако, заметное негативное отношение, скорее даже презрение, которое было свойственно мусульманам по отношению к неверующим.
Бернард Льюис пишет, что хотя мусульмане придерживались негативных стереотипов относительно евреев на протяжении большей части истории ислама, их стереотипы отличаются от европейского антисемитизма, потому что, в отличие от христиан, мусульмане рассматривали евреев как объекты насмешек, не вызывающие страх. Он утверждает, что мусульмане, в отличие от христиан, не приписывают евреям никакого «космического зла». По утверждению Льюиса, только в конце XIX века впервые появилось движение среди мусульман, ставшее антисемитским по европейским нормам.
Фредерик М. Швейцер и Марвин Перри утверждают, что ссылки на евреев в Коране и хадисах в основном негативные, и что исламские режимы воспринимали евреев как народ, идущий по пути деградации. Евреи (и христиане) в этих странах имели статус зимми. Авторы заявляют, что на протяжении большей части истории христиане относились к евреям хуже мусульман, что в христианских землях евреи скорее подвергались преследованиям и убийствам.
По Вальтеру Лакеру, изучение различных толкований Корана важно для понимания отношения мусульман к евреям. Есть стихи в Коране, в которых проповедовалась терпимость к евреям; в других — враждебные замечания, которые похожи на враждебные замечания в отношении тех, кто не принял ислам. Мухаммед взаимодействовал с евреями, живущими в Аравии, дружил с ними. Он проповедовал, надеясь обратить их в свою веру. Затем, получив отпор, начал борьбу против них и убил много евреев.
Мартин Крамер утверждает, что современный исламский антисемитизм «затрагивая некоторые истины, пропускает много других». Современный антисемитизм, по Крамеру, частично обусловлен израильской политикой. Крамер считает, что основная причина мусульманского антисемитизма — современные европейские идеологии, которые оказали влияние на исламский мир.
В 2010 году под редакцией Моше Мэоза, почётного профессора исламских и ближневосточных исследований в Еврейском университете, вышла книга, подвергающая сомнение общее восприятие ислама как антисемитского или антиизраильского учения.
В 2004 году Халил Мухаммед писал, что «антисемитизм следует отклонить как ложь, исходящую от расистских мусульманских лидеров». Многие из них сразу поспешили обвинить Халила Мухаммеда в неверном построении отношений между евреями и мусульманами.
По утверждению иорданского религиозного учёного шейха Ахмада Адвана, «Палестины» не существует. Адван утверждает, что Аллах отдал Святую Землю еврейскому народу «до Дня Страшного Суда». Шейх пишет: «Ваши претензии к Земле Израиля — фальшивка и представляют собой атаку против Корана. И потому вы не преуспеете, и Аллах вас не поддержит, и Аллах вас унизит, потому что Аллах взял под свою защиту евреев». Адван говорит: «Я поддерживаю еврейский народ, потому что моя вера в их суверенитет над этой землей исходит из знания Корана. Это подчеркивается во многих пассажах в Коране, например, в Суре 5, где Аллах говорит: О, Дети Израилевы, войдите в Святую Землю, которую Аллах выделил вам».
Иоганн Янсен считает, что антисемитизм не имеет будущего в арабском мире. По его мнению, антисемитизм, как явление, свойственное западу, не в состоянии утвердиться в обычной жизни мусульман.

## Коран

### Общая характеристика
Тексты, считаемые священными в исламе, включая Коран, играют значительную роль в формировании отношения мусульман, включая арабов, к евреям, особенно в периоды подъёма исламского фундаментализма. Ряд фундаментальных представлений в исламе о евреях и иудаизме берут свое начало в Коране, так же как основные взгляды христианства на евреев и иудаизм основаны на Новом Завете. Но поскольку ислам, в отличие от христианства, не начинался как секта внутри иудаизма и не претендовал на то, чтобы быть verus Israel (истинным Израилем), мусульманское писание и более поздние теологические сочинения (за исключением Сиры, канонической биографии пророка Мухаммеда) не демонстрируют ничего сопоставимого с акцентированием на евреях в Новом Завете, патристической литературе и более поздних христианских теологических сочинениях.
В результате отказа евреев признать миссию Мухаммада в Коране появились враждебные высказывания в адрес евреев (сура 5:15-16, 65-69 и др.). Как один из главных антиеврейских мотивов в Коране обычно цитируют суру 2:58, где сказано о тех, кого Божий гнев покарал унижениями и нищетой за неверие Божьим знамениям и за то, что они убивали безвинных пророков, были мятежными и непокорными. Эти слова изымались из контекста и использовались на протяжении веков для антиеврейской полемики; им придавали вечное, неисторическое значение.
По Бернарду Льюису, евреям в Коране отведено относительно незначительное место. В Коране 43 конкретные ссылки на бану Исраил (араб. بنو إسرائيل‎ —  дети Израиля‎). Арабский термин яхуд (араб. يَهُود‎ —  евреи‎) встречается в Коране семь раз, форма худ (هُود‎), обозначающее то же самое, используется три раза. Евреи не упоминаются в стихах, датирующихся после мекканского периода.
Вальтер Лакер отмечает, что в Коране и его толкованиях есть очень много противоречивых мест, касающихся евреев. По Тахиру Аббасу, общие ссылки на евреев являются благоприятными, и только адресованные отдельным группам евреев содержат резкие критические замечания. Розенблат и Пинсон предполагали, что Коран видит в иудаизме религиозного сотоварища ввиду приверженности к монотеистической вере. Льюис и Чейнс считали, что изначально мусульмане не были настроены антисемитски. Коран, как и Тора, исповедовал строгое единобожие. Он отвергал рассказ о еврейском богоубийстве и другие подобные истории: с мусульманской точки зрения, распятие Иисуса было иллюзией. Кроме того, Льюис утверждает, что Коран не следует популярной западной традиции приписывать евреям «вину и предательство».
По Халиду Дурану, при негативных упоминаниях применяется яхуд, в то время как в положительных ссылках — в основном Бану Исраил. Леон Поляков писал, что «Коран посвящает много стихов прославлению еврейских пророков». Дети Израиля упоминаются как получатели более раннего божественного откровения. Моисей является архетипическим пророком и изображается положительно, а израильтяне — как получатели благосклонности Всевышнего. Несмотря на то, что большинство упоминаний евреев относится к библейским детям Израиля, некоторые — к современными евреями (например, Сура 26: 197 и 17: 101), которые выступают в качестве свидетелей, подтверждающих послание Мухаммеда. По словам Мартина Крамера, Коран говорит о евреях негативно и сообщает о предательстве евреями пророка Мухаммеда. Тем не менее, ислам не изображает евреев предателями всегда и во всем. В Коране есть свидетельства дружественных отношений Мухаммеда с евреями.
Несмотря на традиции, согласно которым Мухаммед встречал евреев до теофании, нет особого упоминания о яхуд (евреях) или христианах в коранических стихах, датируемых мекканским периодом (ок. 610—622). В коранических стихах мединского периода (622—632) термин «евреи» и фраза «те, кто является евреем», вероятно, сопоставлены с термином детей Израиля и отражают радикальные изменения в отношении пророка к евреям в результате антагонизма, насмешек и отвержения, которым он подвергся со стороны еврейских учёных в Медине.
По Бернарду Льюису, в исламском богословии (с одним исключением) нет ничего, служащего для опровержения иудаизма или яростных антиеврейских выпадов. Али С. Асани предполагает, что Коран утверждает равенство религиозных меньшинств в мусульманских странах на протяжении всей истории. Он писал об одобрении плюрализма в Коране, что объясняет, почему жестокие формы антисемитизма средневековой и современной Европы, приведшие к Холокосту, никогда не проявлялись в регионах, находящихся под властью мусульман.
По Фредерику М. Швейцеру и Марвину Перри, упоминания евреев в Коране «в основном негативные». Леон Поляков, Вальтер Лакер и Джейн Гербер утверждают, что в Коране есть обвинения евреев в отказе признать Мухаммеда пророком.
«Коран занят, главным образом, определением грешников среди евреев. Нападения на них формируются в соответствии с моделями, которые встречаются в Новом Завете». Евреи ассоциируются с раздорами. Они одни верят, что они любимы Богом и обретут спасение; извращают слова и богохульствуют; они ростовщики и развратители; подделали тексты Писаний. Они являются злейшими врагами мусульман и, наряду с язычниками, не заслуживают доверия и не должны восприниматься как друзья. Они обречены на мучительную гибель. Коран утверждает, что евреям свойственны убогость и подлость. Он призывает с гневом относиться к тем, кто не поверил в откровение Аллаха. В Коране говорится о запрете для евреев ростовщичества, о том, какое болезненное наказание ждёт их. Коран требует, чтобы евреи находились в «унижении и бедности», выплачивая подать джизью.
Слова «смирение» и «оскорбление» часто употребляются в Коране и более поздней мусульманской литературе по отношению к евреям. По словам Льюиса, с исламской точки зрения, это является справедливым наказанием за прошлые бунтарства, порождает их нынешнее бессильное положение между могущественными силами христианского мира и ислама. Стандартная ссылка на евреев в стихе Корана: «И помните, что вы говорили: „О Моисей! Мы не можем терпеть один вид пищи (всегда); поэтому умоляем Господа производить для нас на земле зелень, огурцы, чеснок, чечевицу и лук“. Он сказал: „Неужели вы обменяете лучшее на худшее? Идите вниз в любой город, и вы должны найти то, что вы хотите“». Согласно Корану, евреев покрыли унижения и страдания. Они навлекли на себя гнев Аллаха. Это потому, что они отказались от знамения Аллаха и убивали гонцов Его без уважительной причины. Это потому, что они восстали и пошли на нарушения (Его предписаний).
Льюис писал, что слова о евреях, употребляемые в Коране, часто весьма жестоки. Обычные мусульманские эпитеты, которыми награждаются евреи и христиане, — «обезьяны» и «свиньи». В своём «гневе» Аллах «проклял» евреев и, как всех «неверных», в будущем превратит их в обезьян. По мнению Гойтейн, идея нарушения иудейской субботы и превращения евреев в обезьян отражает влияние йеменского мидрашим.
Один из пяти столпов ислама — прочтение мусульманами ежедневных молитв (намаза), включающее в себя первую суру Корана (аль-Фатиха). Некоторые комментаторы предполагают, что слова «те, кто зарабатывает гнев Твой» относятся к евреям.

### Формирование отношения
Период раннего ислама
Бернард Льюис и другие учёные утверждают, что в самых ранних стихах Корана в значительной степени прослеживаются симпатии и сочувствие евреям. Мухаммед восхищался их монотеизмом и видел в них естественных приверженцев новой веры, строя модели раннего исламского поведения на основе еврейской практики, например, полуденные молитвы, молитву в пятницу, пост Рамадан (по образцу еврейского поста Йом-Кипур в десятый месяц тишрей). До 623 года мусульмане молились в сторону Иерусалима, а не Мекки. После своего «полёта» (аль-хиджра) из Мекки в 622 году Мухаммед и его последователи поселились в Ясрибе, впоследствии переименованном в Медину аль-Наби (Город Пророка), где ему удалось составить «социальный контракт», часто называемый Конституцией Медины. Этот контракт составил основу договора о мирном сосуществовании мусульман, евреев и христиан, объединив их в единое сообщество — умму, предоставив всем свободу религиозной мысли. Ясриб/Медина не был однородным. Наряду с 200 переселенцев из Мекки в Медину (мухаджирами), которые последовали за Мухаммедом, его население состояло из правоверных Медины (ансар «помощников»), арабских язычников, трёх еврейских кланов и небольшой группы христиан. Впервые в истории конституционно попытались ввести формальное соглашение, гарантирующее межконфессиональное равенство, созданное для стратегического сотрудничества при обороне города.
В пункте 16 этого документа говорится: «Евреи, которые следуют за нами, имеют право на помощь и поддержку столько времени, сколько они не действуют против нас или не оказывают помощь любым нашим врагам».
Год переселения Мухаммеда стал первым годом мусульманского летоисчисления.
Разрыв
Первоначально Мухаммед не имел никаких предубеждений против евреев, но впоследствии нарушения ими Конституции Медины привели к разрыву. Языковые недоразумения, возможно, также создали впечатление, подтверждённое в Коране, что еврейская община публично унизила Мухаммеда.
Бану Кайнука — один из трёх крупных еврейских семейных кланов, изгнанных из Медины в 624 году. В марте 624 года мусульмане во главе с Мухаммедом победили мекканцев клана Бану курайшитов в битве при Бадре. Ибн Исхак пишет, что вскоре после этого вспыхнул спор между мусульманами и Бану Кайнука (союзники клана Хазрадж).
Однажды мусульманская женщина зашла в ювелирную лавку на рынке Канука, ювелир-еврей закрепил её одежду ювелирным украшением таким образом, чтобы при снятии она была раздета донага. В ответ на это деяние мусульманин совершил убийство владельца магазина. В результате произошедшего толпа евреев, желая отомстить, убила мусульманина. Этот инцидент стал началом цепи убийств и роста вражды между мусульманами и членами племени Бану Кайнука. Традиционные мусульманские источники рассматривают этот и другие эпизоды как нарушение Конституции Медины.
Ян Арент Венсинк приводит эпизоды, подобные рассказу о еврейском ювелире, унизившем мусульманку. Это использовалось мусульманскими историками для оправдания изгнания евреев. Вейнсинк пишет, что евреи, постоянно споря с Мухаммедом, представляли собой большую опасность как группа, обладающая существенной независимой властью. Таким образом, он пришел к выводу, что Мухаммед, окрылённый победой при Бадре, решил устранить еврейскую оппозицию. Норман Стиллман также считает, что Мухаммед решил выступить против евреев Медины после битвы при Бадре.
Изгнание

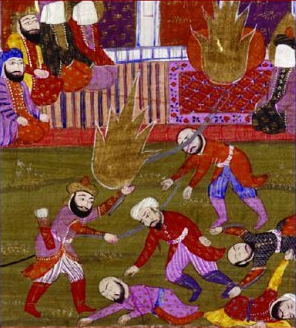
Осада Бану Курайза. Миниатюра «Пророк, Али и сподвижники во время резни узников еврейского племени Бану Курайза»

Следующим этапом было собрание представителей клана Бану Кайнука на рынке, где Мухаммед предвестил им аналогичную судьбу, какую испытали курайшиты в сражении при Бадре. При этом он предложил им принять ислам, утверждая, что является пророком, посланным Богом, в соответствии с их священными писаниями. В ответ на это евреи высмеяли Мухаммеда, его последователей и их победу при Бадре. Они предостерегли против ведения войны с ними в будущем. Такая реакция была расценена как объявление войны. В результате Мухаммед начал осаду Бану Кайнука, после чего евреи безоговорочно капитулировали и были изгнаны из Медины.
В 625 году клан Бану Надир был выселен из Медины после попытки убить Мухаммеда. Мужчины Бану Курайза были убиты, а женщины и дети обращены в рабство после Битвы у рва. Согласно Ибн Джариру ат-Табари и Ибн Хишаму, под руководством пророка Мухаммеда от 600 до 900 евреям Бану Курайза были отрублены головы.
Хотя представители племени Бану Курайза никогда не воевали против Мухаммеда или мусульман, они нарушили Конституцию Медины, вступив в переговоры с враждебной армией.
С тех пор мусульмане стали молиться в сторону Мекки (вместо Иерусалима). Самые негативные стихи о евреях появились после этих событий.

## Хадисы и другая исламская литература
Негативные образы и описания евреев были расширены и усилены в ранней исламской агиографической литературе о жизни Мухаммеда и его соратников и в работах по толкованию Корана. В этих текстах конфликт с евреями Медины принимает эпические масштабы, и евреи предстают в злодейских карикатурных образах — злобных, лживых, но совершенно лишенных решимости. Хотя они злы и вероломны, они никогда не кажутся успешными. У них нет ни одного из демонических качеств, приписываемых им средневековой христианской литературой. Их позор резко контрастирует с мусульманским героизмом и соответствует кораническому образу «убогости и низости, запечатленных на них» (Сура 2:61). В каноне высказываний и действий, приписываемых Мухаммеду, известном как Хадис, евреи чаще всего упоминаются в традициях, которые подчёркивают различия между мусульманами и немусульманами или выражают неодобрение немусульманских практик. В небольшой части традиций, где евреи упоминаются в положительном или нейтральном свете, чаще используется термин «дети Израиля». Ввиду более негативного оттенка слова «евреи» в отличие от термина «детей Израиля» последний обычно используется в арабском языке как вежливый вариант обозначения евреев (в семантической параллели с ранним современным французским israélite как более вежливым термином для juif).
В старых хадисах негативное отношение к евреям выражено ярче, чем в Коране. Настолько авторитетные для ислама высказывания стали причиной ненависти многих мусульман к евреям. Это отношение получило отражение в легенде, зафиксированной памятниками старинной мусульманской письменности и рассказывающей, что в последний день мира правоверным суждено сражаться с евреями. В это время камни будут говорить: «За мной скрывается еврей! О, мусульманин, порази его!». По Швейцеру и Перри, хадисы «ещё более резко (чем Коран) направлены против евреев». «В хадисах евреи предстают униженными, проклятыми Богом навсегда. Они никогда не смогут покаяться и получить прощение; они обманщики и предатели; нахальные и упрямые, они убивали пророков; они лжецы, которые фальсифицируют Священное Писание и берут взятки. Таков образ еврея в классическом исламе».
Пример хадиса. Пророк сказал: «Группа израильтян погибла. Никто не знает, что они сделали. Но я не вижу другой причины за исключением того, что они были прокляты и превратились в крыс, потому что если вы положите молоко верблюдицы перед крысой, она не будет пить, но если молоко овцы ставится перед ним, он будет пить». Я рассказал об этом Кааба, который спросил меня: «Вы слышали, это от Пророка?» Я сказал «да». Кааба задал мне тот же вопрос несколько раз. Я сказал Кааба. «Я читал это в Торе (то есть я говорю вам это от Пророка)».
Другой пример. Он сказал: «Не настанет Час этот, пока мусульмане не сразятся с иудеями, когда станут (иудеи) прятаться за камнями и деревьями, а камни и деревья будут говорить: „О мусульманин, вот позади меня иудей, иди же и убей его!“, — (и скажет это каждое дерево,) кроме гаркада, ибо (гаркад) относится к числу иудейских деревьев».
Этот хадис, цитируемый в мусульманской литературе бесчисленное количество раз, стал частью устава ХАМАСа 1988 года — террористической организации, открыто выражающей антисемитские взгляды. ХАМАС призывает мусульман убивать евреев, делает всё для уничтожения Государства Израиль, занимается изданием и распространением сочинений и антисемитских документов («Протоколы сионских мудрецов» и др.), выпуском многочисленной европейской антисемитской литературы.

## Евреи под властью мусульман

### В качестве зимми
Ряд правовых и социальных факторов смягчали потенциально негативный эффект антиеврейских стереотипов. Главным из них было то, что, несмотря на ухудшающуюся враждебность Мухаммеда по отношению к евреям и христианам, он никогда в целом не подвергал сомнению обоснованность их религии. Упрочение положения ислама и его распространение за пределы Аравии сопровождается смягчением отношения к евреям. Уже сам Мухаммад провозглашал терпимость к «народам Писания» (ахл ал-китаб) — евреям и христианам.
Евреев не рассматривали в качестве неверных, против которых нужно вести священную войну. С ними следовало бороться только до тех пор, пока они не подчинялись мусульманскому правлению как скромные данники в соответствии с кораническим предписанием Суры 9:29. Если они принимали свой статус, их следовало не только терпеть, но и давать им право на защиту Уммы, мусульманской общины. Вместе с христианами и другими представителями монотеистических религий, евреи считались «подопечными», «находящиеся под покровительством» — зимми. Статус зимми присваивался позднее также другим немусульманским сообществам, включая индусов. Люди, получившие этот статус, подвергались серьёзным ограничениям в правах, однако пользовались военной защитой мусульманской общины. Они также были обязаны уплачивать налог, известный как джизья, в соответствии с указаниями Корана, который считался платой за защиту и стал подушным налогом в Арабском халифате. Зимми предоставлялась свобода исповедания своих религий при условии уплаты этой подушной подати. Сбор этой подати часто сопровождался унизительными церемониями.
Исламский закон предписывал одну и ту же правовую роль для евреев, христиан и зороастрийцев в мусульманском государстве, что смягчало пагубные последствия антиеврейских предрассудков. Евреи разделяли свой подчинённый статус с этими гораздо более многочисленными и, следовательно, более заметными религиозными общинами, рассеивало некоторые антиеврейские настроения в более широком контексте.
Условия подчинённого статуса были обобщены в теоретическом договоре между зимми и мусульманами, известном как Пакт Умара, приписываемом второму халифу Умару I (годы правления 634—644), но, вероятно, отредактированный при Умаре II (годы правления 717—720). Многие из его положений и ограничений разрабатывались на протяжении столетий. В обмен на свою жизнь и имущество, свободу экономической деятельности и право на скрытное вероисповедание зимми обязывались платить джизью и налог на имущество. Им запрещалось занимать государственные должности, выступать в качестве свидетелей в судебных разбирательствах мусульман. Они должны были вести себя как скромные подданные, не имели права носить оружие, бить мусульман, ездить на лошадях верхом и использовать обычные седла. Они не должны были проводить публичные религиозные процессии, молиться слишком громко или заниматься прозелитизмом. Евреи устранялись от возможности занять общественную должность В некоторых местах в определённые периоды зимми не разрешалось восстанавливать уже существующие или возводить новые культовые сооружения. Позже были введены запреты на присвоение немусульманами арабских имён, продажу алкогольных напитков. Зимми следовало носить отличительную одежду, что в конечном итоге привело к появлению специальных знаков, специально окрашенной верхней одежды и множества других правил одежды; эти правила могли определять длину рукавов, размер и тип головного убора или обуви. Другими словами, зимми были постоянными чужаками в исламском государстве. Однако в основном отношение законодателя к многочисленным евреям завоеванных областей было сравнительно мягким.
Многие из этих ограничений и их весьма подробные уточнения, вероятно, вдохновлены дискриминационным законодательством против евреев, которое уже действовало в византийских провинциях, завоёванных мусульманами. Правовые и социальные ограничения евреев и других терпимых для ислама немусульман не применялись одинаково во всех местах и во все времена. В периоды экономического процветания и политической и социальной стабильности, например, с IX по XII век и с конца XV по XVII век, толкование и применение этой системы, как правило, были более либеральными. В другие периоды дискриминационные законы, как правило, были более суровыми, особенно в позднем Средневековье и раннем Новом времени в таких регионах, как северо-западная Африка и Йемен, где христианское население исчезло, а евреи остались единственными зимми. Евреи в этих странах все больше ограничивались кварталами, похожими на гетто, такими как мелла в Марокко, хара в Тунисе и каа в Йемене. Евреи в этих местах также стали подвергаться обременительному и унизительному барщинному труду и общему социальному порицанию. Даже в странах, где всё ещё присутствовали христиане, евреи страдали от растущей враждебности по отношению к немусульманам.
Отношение к еврейским общинам было терпимо до тех пор, пока они были согласны на ограничение прав и мусульманское превосходство.
Мусульманская полемика с иудаизмом и евреями включает сравнительно небольшое число работ. Наличие во владениях мусульман больших масс подданных-христиан и угроза исламу со стороны христианских государств вели к тому, что исламская полемика была направлена преимущественно против христианской религии. В целом арабские предания и литература отражают отрицательное отношение к евреям — отношение недоверия и подозрения, презрения и враждебности. Евреи обвиняются в том, что со времен Мухаммада они являлись врагами ислама — либо они вступали в прямые военные столкновения с Мухаммадом, либо устраивали заговоры с целью подорвать ислам посредством ересей, крамолы и коварной враждебности.

### Дальнейшее развитие
Швейцер и Перри приводят примеры раннего мусульманского антисемитизма: IX век — «преследования и вспышки насилия»; X и XI века — антисемитская пропаганда, которая «представила евреев как ненадёжных, предательских угнетателей и эксплуататоров мусульман». Эта пропаганда «вдохновила насилие и вызвала много жертв в Египте». Мавританское стихотворение XI века описывает евреев как «преступников» и утверждает, что «общество близится к краху из-за еврейского богатства и господства, их эксплуатации и предательства мусульман; евреи поклоняются дьяволу, врачи травят своих пациентов». Автор утверждал, что «евреи добавляют яд в пищу и воду в соответствии с требованиями иудаизма» и др.
В XIII—XIV веках в мамлюкском Египте и Сирии для евреев была введена унизительная клятва. Унизительный, даже нелепый текст по тону и намерению напоминает клятву More Judaico в Европе. На протяжении всего Средневековья большинство евреев мира жило в исламском мире, и вспышки насилия против них были относительно редки. Такое насилие часто происходило, когда считалось, что еврей грубо нарушил границы предписанного ему положения, поднявшись слишком высоко в бюрократической системе. Зиридский еврейский визирь Иосеф ибн Нагрела был убит толпой в Гренаде в 1066 году, и вся местная еврейская община была разграблена. Подобная судьба постигла визиря Харуна ибн Баташа и евреев Меринида Фезина в 1464 году.
Принудительные обращения и массовые изгнания на протяжении всей исламской истории были ещё более редкими, чем погромы. Эта ситуация соответствовала кораническому предписанию «нет принуждения к вере» (Сура 2:256). Несколько заметных исключений имели место в основном при неортодоксальном мусульманском правлении, например, в XII и XIII веках при Альмохадах в Северной Африке и Испании, в XII веке в шиитском Йемене и в XIX веке в шиитском священном городе Мешхед, Персия.
Средневековая мусульманская литература изображала евреев фальсификаторами Священного Писания, вероломными предателями и коварными преступниками. Книга сирийского автора XIII века ал-Джаубари, с ненавистью описывающая евреев, обличает «преступления» еврейских врачей, убивающих своих пациентов. Арабский историк XIV века Ибн Хальдун признаками Божьего гнева и кары считал рассеяние евреев по миру, их отчуждение от остальных людей человечества, их позор и унижение. Средневековые мусульманские авторы уподобляли евреев дьяволу, из-за, по их словам, присущего евреям высокомерия. Евреев представляли мятежным народом, врагами мирового порядка.

### Пиренейский полуостров
После завоевания мусульманами Пиренейского полуострова испанский иудаизм процветал в течение нескольких столетий. В течение длительного периода мусульмане Испании либерально относились к покоренным народам, различным религиям, в том числе к иудаизму, и создали неортодоксальное общество.
Однако так было не всегда. XI век стал временем мусульманских погромов в Испании (в Кордове в 1011 и в Гранаде в 1066 году). В 1066 году в Гранадской резне мусульманская толпа замучила еврейского визиря Иосифа ибн Нагрела, было убито около 4000 евреев. Мусульмане мстили за то, что часть евреев стали богатыми, а некоторые продвинулись на руководящие должности.
Династия Альмохадов в Испании, которая свергла христианскую династию, стала началом мусульманской эпохи. Евреям было предложено либо обращение в мусульманскую веру, либо изгнание.
В 1165 году один из правителей приказал всем евреям в стране принять ислам под страхом смерти (еврейский раввин, теолог, философ и врач Маймонид симулировал обращение в ислам, впоследствии, однако, бежал из страны). В Египте Маймонид открыто стал исповедовать иудаизм и был обвинён в вероотступничестве. Его спас от смерти главный администратор Салах ад-Дина, который объявил, что вынужденное принятие ислама недействительно.
Во время своих странствий Маймонид написал письмо евреям Йемена (Игерет Тейман), которые тогда испытывали жестокие преследования от рук мусульманских правителей. В нём Маймонид даёт свою оценку отношения мусульман к евреям:

…в наказание за наши грехи Бог бросил нас в среду этого народа, народа Измаила [мусульман], который жестоко преследует нас и придумывает способы навредить нам и унизить нас… Ни один народ никогда не причинял Израилю большего вреда. Никто не сравнится с ним в унижении нас. Никто не смог унизить нас так, как они… Мы вынесли навязанное ими унижение, их ложь, их нелепости, которые выше человеческих сил вынести… Мы сделали так, как наставляли нас наши мудрецы, благословенна их память, вынеся ложь и нелепости Измаила… Несмотря на всё это, мы не избавлены от их свирепости их и вспышек их злобы в любое время. Напротив, чем больше мы страдаем и пытаемся умиротворить их, тем более воинственно они действуют по отношению к нам.

### Османская империя
В то время как некоторые мусульманские государства уменьшились, Османская империя возвысилась как «величайшее мусульманское государство в истории». По Швейцеру и Перри, евреи сделали немало, чтобы империя процветала. В отличие от христиан, турки были более терпимы к евреям. Некоторые евреи в Османской империи занимали почетные места в торговле, в высших финансовых кругах; среди них были правительственные чиновники, торговцы и ремесленники.

## Исламский мир в поздний период

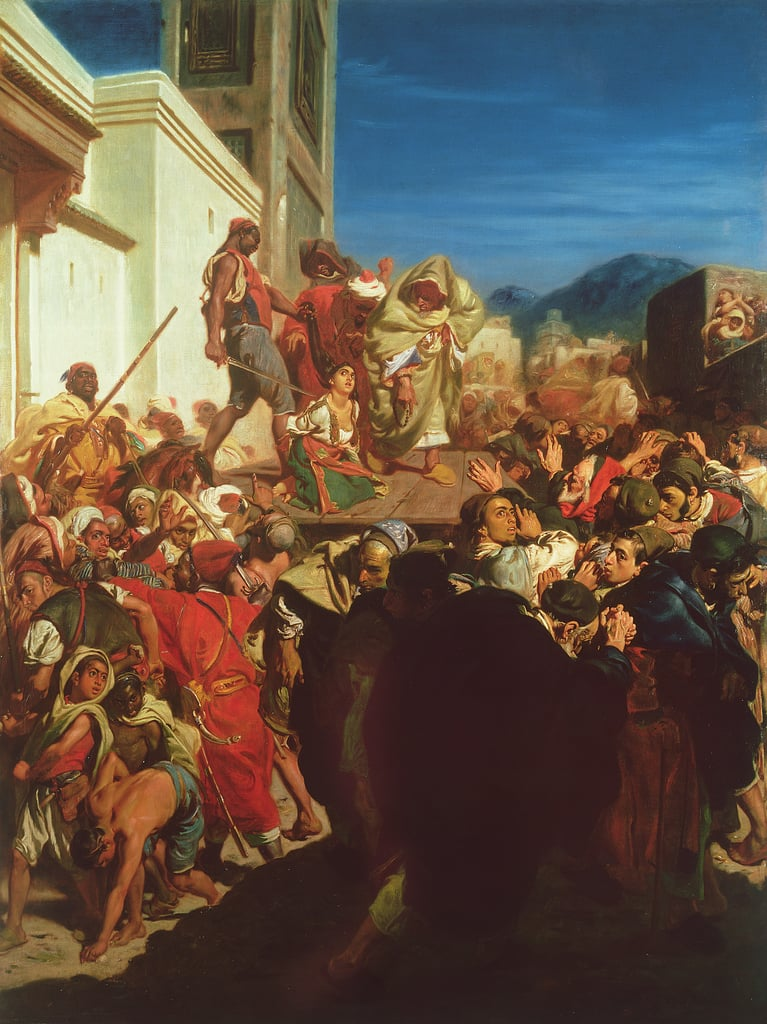
«Казнь марокканской еврейки (Хачуэль, Солика)» (1861)

Взгляды, подобные представлениям средневековой исламской литературы, ещё более выражено высказываются в современной пропаганде арабских стран. Образ еврея как заклятого врага мусульман трансформировался в демонический стереотип еврея, врага человечества. Уже в мусульманской литературе XIX века встречается тема кровавого навета на евреев. На формирование негативного стереотипа еврея в мусульманской литературе повлиял христианский антисемитизм, проводниками которого часто становились арабы-христиане. По словам Марка Коэна, арабский антисемитизм в современном мире возник сравнительно недавно, в XIX веке, на фоне многочисленных противоречий еврейского и арабского национализма, пришёл в арабский мир, прежде всего, от националистически настроенных арабов-христиан (только впоследствии он был «исламизирован»).
В 1840 году в Дамаске исчезли итальянский монах и его слуга. Сразу последовало обвинение в ритуальном убийстве, предъявленное многочисленным евреям города. Все они были признаны виновными. В этом деле оказались задействованы консулы Англии, Франции Австрии, а также османские власти, христиане, мусульмане и евреи. После дела Дамаска начались погромы. Они прошли по многим городам Ближнего Востока и Северной Африки. Были зафиксированы погромы: в Алеппо (1850, 1875), Дамаске (1840, 1848, 1890), Бейруте (1862, 1874), Дейр эль-Камаре (1847), Иерусалиме (1847), Каире (1844, 1890, 1901-02), Мансуре (1877), Александрии (1870, 1882, 1901-07), Порт-Саиде (1903, 1908), в Даманхуре (1871, 1873, 1877, 1891), Стамбуле (1870, 1874), Буюкдере (1864), Кургункуке (1866), Эйюбе (1868), Эдирне (1872), Измире (1872, 1874). Была резня евреев в Багдаде в 1828 году. Ещё одна бойня прошла в Барфуруше в 1867 году.
В 1839 году в восточном персидском городе Мешхеде толпа ворвалась в еврейский квартал, сожгла синагогу и уничтожила свитки Торы. Это известно как инцидент Аллахдад. Только благодаря вмешательству руководства резня была предотвращена.
Бенни Моррис пишет, что в этот период получило распространение бросание камней в евреев мусульманскими детьми. Моррис цитирует путешественника XIX века: «Я видел шестилетнего малыша, окружённого малышами трёх и четырёх лет, учащего бросать камни в еврея. Один маленький пострел хладнокровно и вразвалку подошёл к человеку и прямо плевал на его еврейской габардин. Всему этому еврей обязан был подчиниться».
С конца XIX века евреи постепенно становятся одним из основных объектов вражды мусульман, поскольку заселение евреями Земли Израиля, а позднее — создание Государства Израиль рассматривались мусульманами как вызов и угроза всему миру ислама. Антиеврейские беспорядки стали более частым явлением только в XX веке в арабских частях мусульманского мира, где антиеврейские настроения были порождены сионизмом и европейским колониализмом. В XX и начале XXI века исламистские группировки, такие как «Братья-мусульмане», «Аль-Гамаа аль-исламийя», «Хамас» и «Аль-Каида» отобрали из мусульманских традиционных источников наиболее враждебные высказывания против евреев, которым они отвели центральное место в своих доктринах и учениях. В ряде случаев эти традиционные тексты объединялись с антисемитскими утками, такими как еврейский заговор с целью господства над миром и кровавый навет, заимствованными из европейского репертуара, с целью вдохновить на священную войну не только против Израиля, но и против Запада.
Массовые убийства евреев в мусульманских странах продолжились в XX веке. В 1912 году еврейский квартал в Фесе был почти уничтожен мусульманской толпой. Нацисты вдохновили погромы в Алжире в 1930 году и массовые нападения на евреев в Ираке и Ливии в 1940-х годах. В 1941 году профашистски настроенные мусульмане убили десятки евреев в Багдаде.

### Нацистская Германия и антисемитизм в мусульманских странах

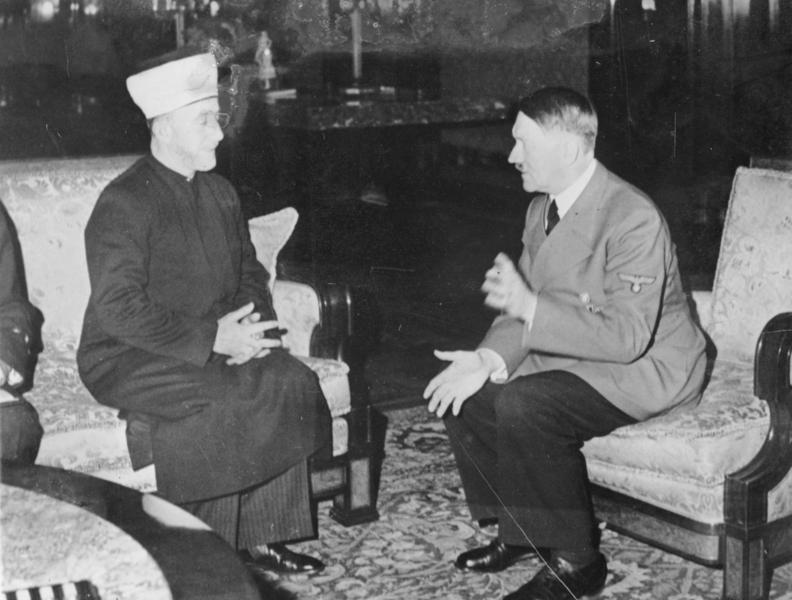
Встреча муфтия Амина аль-Хусейни с Адольфом Гитлером в конце 1941 года (за 6 лет до создания Израиля) с целью обсуждения плана по «уничтожению еврейского элемента в арабском мире»

Многие арабские деятели нашли общий язык с нацистской Германией. Влияние нацистов на арабский мир резко возросло в 1930-е годы.
31 марта 1933 года, после прихода Гитлера к власти в Германии, великий муфтий Иерусалима Амин аль-Хусейни направил телеграмму в Берлин на имя немецкого генерального консула. Он говорил о надежде мусульман Палестины и других мест компактного проживания мусульман распространить гитлеровскую идеологию на весь Ближний Восток. Аль-Хусейни тайно встретился с немецким генеральным консулом в 1933 году. Во время беседы он выразил своё одобрение антисемитским настроениям в Германии и попросил не отправлять евреев в Палестину. В том же году помощники муфтия обратились к нацистам с просьбой о помощи в вопросе создания Арабской национал-социалистической партии в Палестине. Отчёты, направленные иностранным представительствам в Берлине, свидетельствуют о высоком уровне арабского восхищения Гитлером.
Египет, Сирия и Иран в этот период укрывали нацистских преступников, хотя они и отрицают эти обвинения. В 1943 году с помощью Великого муфтия аль-Хусейни в основном из мусульман была сформирована 13 горнострелковая дивизия Ваффен СС Ханджар. Она стала первым негерманским подразделением СС.
Амин аль-Хусейни пытался создать альянс с нацистской Германией и фашистской Италией, тем самым надеясь затруднить создание еврейского государства в Палестине, препятствовать любой эмиграции еврейских беженцев в период Холокоста.
В 1930—1940-х годов антисемитская пропаганда фашистских стран была воспринята в мире ислама: на арабском языке выходит несколько изданий книги Гитлера «Майн кампф», арабская пропаганда широко использует старую антисемитскую фальшивку «Протоколы сионских мудрецов».

### Послевоенный период
В целом для современного ислама характерен радикальный антисемитизм, несмотря на то, что арабские лидеры отвергают обвинение в антисемитизме, ссылаясь на то, что сами арабы являются семитским народом. В XX — начале XXI века мусульманская среда активно заимствовала постулаты европейского антисемитизма. В частности, в исламских странах в роли документального «свидетельства» стремления евреев к мировому господству выступают «Протоколы сионских мудрецов». Даже лидеры светских арабских режимов, включая президента Египта Г. А. Насер, способствовали распространению антисемитских фальсификаций в своих странах и высказывались о подлинности этих текстов. Так, 2002 году по канал государственного египетского телевидения демонстрировал многосерийный фильм «Всадник без лошади», который фактически является экранизацией «Протоколов». Фильм получил успех в арабских странах, и лишь после протестов правительства США в этих странах отказались от его показа.
Согласно концепции «Дар-ал ислам» (буквально «Дом ислама») земли, где когда-либо господствовали мусульмане и находились мусульманские государства, включая Испанию, являются владениями ислама. С точки зрения сторонников этого концепта, неприемлемо, что Палестина, расположенная в центре исламского мира и где расположен находится третий по значению город исламского мира Иерусалим и святыни ислама — мечети Куббат-ас-Сахра и Аль-Акса, — остаётся в руках евреев. Эти идеи ведут к резкому усилению антиизраильской и антиеврейской пропаганды в странах ислама, к демонизации образа еврея как врага ислама и всего человечества. Исламские учёные объявляют, что евреи не являются нацией, а есть отбросы обществ, в контакте с которыми они были. Многочисленные книги, статьи, фильмы проводят идею, что еврейский характер не менялся с эпохи пророка Мухаммада, поскольку иудаизм способствует тому, чтобы сохранять отрицательные черты. Согласно египетскому мусульманскому богослову К. Оуэну, вся древняя и современная история Израиля составляет логический результат «сцен кровосмешения, половых извращений и нарушений указаний пророков, которыми полна Библия». Муфтий Ливана Х. Халед утверждал, что евреи являются наиболее жестокими врагами ислама и мусульман ещё со времен Мухаммада и остаются таковыми ныне в виде сионистов.
Современный ислам заявляет, что евреи являются порочными по своей природе, они осуществляют подрыв основ морали и развращают народы Ближнего Востока через распространение порнографии, алкоголя, наркотиков. Умеренные круги ислама также часто считают, что евреи являются проводниками растленной западной культуры. Мусульманские богословы, в особенности шиитские, заявляют о конфликте «властителей мира» (стран Запада) и «угнетённых» (стран ислама). Основной представитель «властителей мира» на Ближнем Востоке, согласно этой точке зрения, — Израиль.
По словам профессора Роберта Вистриха, директора Международного центра Видала Сассуна по изучению антисемитизма (SICSA), призывы к уничтожению Израиля со стороны Ирана, Хамаса, «Хизболлы», «Исламского джихада» или «Братьев-мусульман» представляют собой современный вид исламского антисемитизма. Американский ученый Бернард Льюис и другие утверждали, что «антисемитские темы стали привычными в пропаганде арабских исламских движений, таких как Хезболла и Хамас, в заявлениях различных агентств Исламской Республики Иран и даже в газетах и других изданиях турецкой исламской „Партии благоденствия“, возглавляемой Премьер-министром в 1996—1997». Льюис также писал, что язык этих выступлений часто весьма агрессивен, а обычные эпитеты для евреев и христиан — «обезьяны» и «свиньи».
По данным Глобального проекта по изучению общественного мнения, проведенного Американским исследовательским центром Пью в Вашингтоне, в шести странах с высоким процентом мусульманского населения большинство придерживается негативного мнения о евреях. Отчёт был опубликован 14 августа 2005 года. В анкетах требовалось высказать мнение от «очень благоприятного» до «очень неблагоприятного». 60 % турок, 74 % пакистанцев, 76 % индонезийцев, 88 % марокканцев, 99 % ливанских мусульман и 100 % иорданцев назвали своё отношение к евреям либо «несколько неблагоприятным», либо «очень неблагоприятным».
По Норману Стиллману, антисемитизм в мусульманском мире значительно возрос, «достигнув своего максимума в 1970-е годы, он несколько замедлился в процессе сближения между арабским миром и государством Израиль в 1980-е и 1990-е годы».
На конференции ведущих мусульманских теологов, которая в Каирской академии исламоведения ал-Азхар в 1968 году, евреи были представлены как враги Аллаха и всего человечества. На конференции утверждалось, что в самой еврейской природе заложены пороки, которые вызывают ненависть к ним у всех народов, среди которых они живут. Евреев изображали сбродом, лишённым каких-то признаков нации, а Израиль представлялся воплощением самых низких еврейских черт. Теологи, которые приняли участие в конференции, призывали к уничтожению Израиля, утверждая, что сионисты обречены на рассеяние самим Аллахом.
Многие в мусульманском мире были возмущены решениями Второго Ватиканского собора, (28 октября 1965 года), которые сняли с еврейского народа традиционные для христиан обвинения в ответственности за распятие Иисуса, и в целом политикой католической церкви, направленной на то, чтобы преодолеть антиеврейскую традицию и укрепить связи между христианами и евреями. Ряд мусульманских деятелей увидел здесь результат имеющегося с их точки зрения еврейского влияния на католическую церковь, а также политическую победу Израиля. В 1979 году главный советник президента Египта Анвара Садата А. Мансур заявил: «Ватикан снова продал Христа евреям, но по высокой цене — за деньги и достоинство арабов».
Умеренные исламские группы, которые призывают к мирному сосуществованию с евреями и Израилем, отказываются от антисемитских представлений, имеют небольшую численность и действуют не в мусульманских странах, а в таких государствах, как Россия, Италия, Канада, но и в этих странах их точка зрения не является преобладающей среди мусульманского населения.

### Изгнание евреев из мусульманских стран во второй половине XX века
Ирак

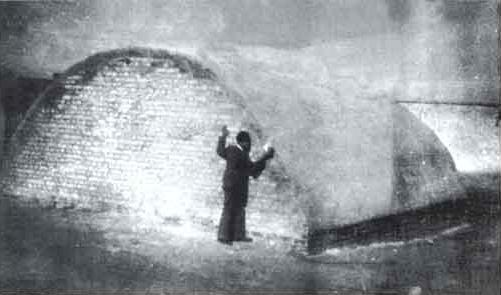
Братская могила жертв багдадского погрома 1941 года

В годы Холокоста наблюдался значительный рост антисемитизма в арабских странах. Правительство Ирака проводило жёсткую антиеврейскую политику. В июне 1941 года произошел пронацистский переворот, который был подавлен. В Багдаде возникли беспорядки, был организован кровавый погром «Фархуд», убито 180 евреев, около 50,000 человек потеряли имущество. Началось массовое бегство евреев из страны. В 1948 году в Ираке, как и во всех арабских странах, принимаются активные меры, направленные на то, чтобы евреи были вынуждены уехать в Израиль. В 1950-60-е годы преследование евреев было продолжено.
В 2009 году некогда крупная еврейская община в Багдаде насчитывала 8 человек.
Ливия
В конце 1930-х годов в Ливии был установлен фашистский режим. В 1941 году 25 % населения Триполи составляли евреи. Местное население, рассчитывавшее на немцев, ожидало от них решения «еврейского вопроса». Вскоре после ухода оккупантов 5-7 ноября 1945 года в Триполи разразился один из крупнейших погромов в Северной Африки послевоенного периода. Более 140 евреев (в том числе 36 детей) были убиты, сотни ранены, более 1000 домов и магазинов, почти все синагоги — все было разграблено. Тысячи людей остались разоренными, без крыши над головой.
В дальнейшем после многочисленных нападений, погромов и ограничений евреи Ливии постепенно покинули страну. Последняя еврейка Ливии выехала в Италию в 2003 году.
Египет
В 1945 году в Каире произошёл погром, вызванный антиеврейскими настроениями, распространившимися в Египте. В результате беспорядков 10 евреев погибли, а 350 человек получили ранения.
Впоследствии в результате вспышек насилия в 1948, 1949 и в пятидесятые годы евреи неоднократно подвергались преследованиям и страдали от вспышек антисемитизма. Начался массовый отъезд, которому способствовало распространение известной антисемитской фальшивки «Протоколы сионских мудрецов». Евреи уезжали, подписывая дарственную на основную часть имущества в пользу государства. В 1957 году евреев в Египте насчитывалось менее 15000 человек. Кроме того, люди, покидая страну, не имели возможности рассказать правду о истинном отношении к евреям в стране. В Египте оставались родственники, которые выполняли роль заложников. В шестидесятые годы травля была продолжена..
Ливан
К 1948 году Ливан был единственной арабской страной, где отношение к евреям было лояльным. Поэтому сюда устремились еврейские беженцы из Сирии и Ирака. Но вскоре антиеврейские настроения в обществе стали расти. К 1967 году большинство ливанских евреев были вынуждены эмигрировать в США, Канаду, Францию и Израиль.
Сегодня еврейская община Ливана насчитывает от 20 до 40 человек.

## Мусульманская диаспора
На протяжении большей части истории ислама не было значительной части мусульман, которые проживали бы за пределами Дар аль-ислам (земель, находящихся под исламским владычеством). Однако во второй половине XX века и в XXI веке большое количество мусульман в поисках лучшей жизни мигрировало в Западную Европу и Америку. В Европе проживает несколько миллионов мусульманских иммигрантов и их потомков, которые обеспечили резерв неквалифицированной рабочей силы для выполнения чёрной работы, которую европейцы больше не хотят выполнять. Они, как правило, живут в городских трущобах и крупных государственных жилых массивах на окраинах городов. По всей Западной Европе мусульманское население образует низший класс, который плохо ассимилируется и часто отчуждён от коренного большинства. Во Франции мусульманские иммигранты, которые приезжают в основном из бывших французских колоний в Северной и Западной Африке. В Испании, Бельгии и Нидерландах также проживает большое число выходцев из североафриканских стран. В Германии большинство мусульман имеют турецкое происхождение. Во всех странах Западной Европы имеется большое количество студентов арабских стран.
Во многих этих диаспорах антисемитизм получил значительное распространение. Проповедники исламского фундаментализма и некоторые интеллектуалы занимались антисемитской агитацией, а мусульманская молодежь, видимо, стала главными виновниками насилия, направленного против евреев. В арабских публикациях, передачах по спутниковым телеканалам и материалах на исламистских веб-сайтах антисионизм и антиамериканизм смешиваются с антисемитизмом. Мусульманские студенческие группы и организации в ряде стран, в том числе Соединённых Штатах и Канаде, публично используют открыто антиеврейскую риторику и пропагандируют травлю евреев.
До начала XXI века большая часть антисемитской пропаганды и деятельности в Европе исходила от коренных крайне правых — скинхедов, неонацистов, Национального фронта Ле Пена и других подобных групп. После начала второй интифады на палестинских территориях в сентябре 2000 года в Западной Европе произошёл резкий рост антисемитских угроз и насилия. Так, за 1999 год Министерство внутренних дел Франции зафиксировало 60 угроз и 9 инцидентов насилия; в 2000 году — 603 угрозы и 116 актов насилия, большинство из которых приходятся на последние месяцы того года. Эти показатели значительно ниже, чем у еврейских и внешних организаций по мониторингу. По данным Института Стивена Рота по изучению современного антисемитизма и расизма, в Германии в 2000 году и начале 2001 года произошло 1378 антисемитских инцидентов, в Великобритании — 405. Американский комитет юристов по правам человека отметил, что в течение два года после 11 сентября 2001 года в Бельгии произошло около 2000 антисемитских инцидентов. 5 декабря 2001 года в Брюсселе главный раввин Альберт Жижи подвергся нападению со стороны группы арабоязычных молодых людей. В январе 2003 года раввин-реформатор и активист движения за мир Габриэль Фархи был ранен в своей синагоге в Париже молодым человеком в маске, который кричал «Аллаху акбар». В период с 2000 по 2003 год во Франции стали особенно распространены поджоги синагог, еврейских школ и еврейского имущества. Мусульманская молодежь в Европе имеет гораздо более широкий доступ к Интернету, чем их единоверцы в исламском мире. Помимо многочисленных правым веб-сайтов работает множество исламистских сайтов, пропагандирующих антисемитские материалы, включая «Протоколы сионских мудрецов» и отрицание Холокоста. Исламистские сайты часто связаны с антиглобалистскими и антиамериканскими крайне левыми сайтами и (с 2000 года) европейскими крайне правыми. Так, среди 82 расистских и антисемитских веб-сайтов, созданных в Бельгии, один, принадлежащий Арабско-европейской лиге, возглавляемой Дьябом Абу Джахджахом, в июне 2003 года был упомянут в жалобе в Европейский Центр равных возможностей и борьбы с расизмом. Радикальная исламистская Хизб ут-Тахрир (Партия освобождения) поддерживает веб-страницы на нескольких европейских языках, где клеймит евреев как «клеветнический народ» и призывает мусульман «убивать их везде, где вы их найдете».
Значительная исламская диаспора также существует в Соединённых Штатах и Канаде. В этих странах они менее многочисленны, часто менее активны в публичной сфере; за несколькими заметными исключениями, исламские антисемиты здесь менее радикальны, чем в Европе. Как и в Европе, антисемитизм пропагандируется в североамериканской исламской диаспоре фундаменталистскими проповедниками, часто связанными с ваххабитами или «Братьями-мусульманами». Местные исламистские издания также распространяют антиеврейские наветы. Например, книга шейха Абдессалама Ясина «Завоевывая мир для ислама», содержащая длинную тираду против международного еврейского заговора, издавалась на английском языке исламской фундаменталистской типографией в Айове. Пропаганду антисемитизма ведут также различные группы, одни действующие скрыто, такие как «Братья-мусульмане», другие открытые, включая мусульманские и арабские студенческие ассоциации в университетских городках. Исламские студенческие группы на антиизраильских демонстрациях в Калифорнийском университете в Беркли и Калифорнийском университете в Сан-Диего распространяли листовки со сфабрикованными цитатами из Талмуда («Нееврейскую девочку, которой три года, разрешается изнасиловать»; «Когда придёт Мессия, у каждого еврея будет 2800 рабов» и др.). Ассоциация мусульманской арабской молодежи (MAYA) распространяет брошюру под названием «Величайший враг Америки: еврей!» и книгу под названием «Борьба за существование между Кораном и Талмудом». Общественное осуждение, вызванное атаками 11 сентября 2001 года, заставил исламистских боевиков ослабить публичную антисемитскую пропаганду, за исключением нескольких университетских городков, где они имеют союзников из числа левых и из среды активистов третьего мира.

### США
1 марта 1994 года Рашид Баз — американский мусульманин, живущий в Бруклине (Нью-Йорк), выстрелил в фургон, перевозящий еврейских студентов-хасидов на Бруклинский мост. Студенты возвращались в Бруклин после посещения больного Любавичского ребе, перенесшего инсульт двумя годами раньше. Один из студентов — Ари Халберстам — был убит. Другие были ранены. Баз, как говорят, признался в 2007 году: «Я стрелял только потому, что они были евреями.»

### Нидерланды
В стране участились антисемитские инциденты. Происшествия в основном провоцируются исламской молодежью, юношами марокканского происхождения. Во время футбольных матчей против еврейского футбольного клуба «Аякс» среди мусульманской молодёжи становится популярной фраза, ставшая главным лозунгом пропалестинских демонстраций: «ХАМАС, ХАМАС, евреев — в газ!» (англ. Hamas, Hamas, Jews to the gas!). По данным Центра информации и документации, в 2009 году число антисемитских инцидентов в Амстердаме (родине приблизительно 40000 голландских евреев) было удвоено по сравнению с предыдущим годом. В 2010 году Рафаэль Эверс, ортодоксальный раввин в Амстердаме, сообщил норвежской газете «Афтенпостен», что евреи из-за высокого риска нападений «больше не чувствуют себя, как дома, в городе. Многие рассматривают возможность репатриации в Израиль».

### Бельгия
В 2009 году зарегистрировано свыше ста антисемитских нападений в Бельгии. Это на 100 % больше по сравнению с предыдущим годом. Преступники, как правило, молодые иммигранты из стран Ближнего Востока. В 2009 году бельгийский город Антверпен, часто называемый последним штетлом Европы из-за его крупной еврейской общины, пережил всплеск антисемитского насилия. Блоем Эверс-Эмден, житель Амстердама, переживший Освенцим, был процитирован в газете «Афтенпостен» в 2010 году: «Антисемитизм сейчас ещё хуже, чем до Холокоста. Антисемитизм стал более жестоким. Теперь они угрожают убить нас…»

### Франция
В 2004 году во Франции наблюдается повышение уровня исламского антисемитизма. В 2006 году были зафиксированы многочисленные провокации во французских школах. Это нашло своё отражение в отчётах, отражающих уровень напряженности в отношениях между детьми североафриканских иммигрантов-мусульман и еврейскими детьми из Северной Африки. Кульминацией враждебности стала мученическая смерть Илана Халими от рук так называемой «банды варваров» (во главе с Юсуфом Фофаном). В 2007 году более 7000 членов общины ходатайствовали о предоставлении убежища в Соединённых Штатах, со ссылкой на антисемитизм во Франции.
В период от 2001 до 2005 года приблизительно 12000 французских евреев репатриировались в Израиль. Многие эмигранты причинами своего отъезда назвали антисемитизм и увеличивающееся арабское население. На церемонии, устроенной для французских евреев летом 2004 года, израильский премьер-министр Ариэль Шарон обратился ко всем французским евреям с призывом «немедленно переехать» в Израиль и избежать того, что он назвал «самым диким антисемитизмом». Его слова вызвали неоднозначную реакцию.
В первой половине 2009 года был зарегистрирован приблизительно 631 акт антисемитизма во Франции. Это больше, чем за весь 2008 год. Выступая на Всемирном еврейском конгрессе в декабре 2009 года, французский министр внутренних дел Хортефе назвал акты антисемитизма «ядом для нашей республики». Он также сообщил, что назначит специального координатора по борьбе с расизмом и антисемитизмом.
Волну антисемитизма в современной Франции часто связывают с обострением израильско-палестинского конфликта. Между началом израильского наступления в секторе Газа в конце декабря и концом его в январе во Франции, по оценкам специалистов, были зафиксированы сотни антисемитских актов. Это число (250) соответствует общему количеству антисемитских актов за весь 2007 год.
Отчет, составленный Форумом по координации борьбы с антисемитизмом, выделил Францию как один из центров исламского антисемитизма среди западных стран.
В 2012 году Мохаммед Мера убил четырёх евреев, в том числе троих детей, в еврейской школе в Тулузе. В 2015 году, сразу после террористического акта в редакции Charlie Hebdo, Амеди Кулибали убил четырёх еврейских покупателей кошерного супермаркета в Париже и держал пятнадцать человек в заложниках. В ответ на эти нападения еврейская иммиграция в Израиль из Франции увеличилась на 20 % — до 5100 человек в год.

### Швеция
Исследования, проведенные правительством в 2006 году, показали, что 5 % взрослого населения страны и 39 % взрослых мусульман придерживаются «антисемитских взглядов». Бывший премьер-министр Йоран Перссон назвал эти результаты «удивительными и страшными». Тем не менее, раввин ортодоксальной еврейской общины Стокгольма Меир Хорден сказал: «Несправедливо говорить, что все шведы — антисемиты. Некоторые из них враждебно относятся к Израилю, потому что они воспринимают палестинцев как слабую сторону».
В марте 2010 года Фредерик Сирэдзк в интервью корреспонденту австрийского интернет-издания «Ди прессе» сказал, что евреев «преследуют и на них нападают» «люди из стран Ближнего Востока», хотя только небольшое количество из 40000 мусульман Мальмё «демонстрируют ненависть к евреям». Сирэдзк также заявил, что около 30 еврейских семей эмигрировало из Мальмё в Израиль в прошлом году, желая избежать притеснений. Кроме того, в марте шведская газета «Дагбладет» Сканска сообщила, что, согласно статистике полиции, количество нападений на евреев в 2009 году в Мальмё по сравнению с прошлым годом удвоилось.
В октябре 2010 года в газете «Форвард» появилось сообщение о положении евреев в стране и уровне антисемитизма в Швеции. Генрик Бахнер, писатель и профессор Лундского университета, крупнейший специалист по вопросам антисемитизма в Европе, утверждал, что члены парламента Швеции стали свидетелями антиизраильских митингов, во время которых сжигался израильский флаг, флаги ХАМАСа и Хизболлы победно развевались, а риторика была чисто антисемитской.
В том же году Чарльз Малый, директор Йельского университета по исследованию антисемитизма, заявил, что «Швеция представляет собой микромир современного антисемитизма. Это форма уступок радикальному исламу, который настроен диаметрально противоположно всему, за что выступает Швеция». Гадмандсон, автор многочисленных редакционных статей в шведской печати, резко раскритиковал политиков, которые, как он утверждает, ищут «слабые отговорки» для мусульман, обвиняемых в антисемитских преступлениях. «Политики говорят, что эти дети являются бедными и угнетёнными, и поэтому полны ненависти. По сути, эти политики утверждают, что поведение таких детей — в какой-то мере наша вина».
Джудит Попински, 86 лет, выжившая после Холокоста, рассказала, что её больше не приглашают в школы, в которых есть мусульмане. Попински, которая спаслась в Мальмё в 1945 году, вспоминала, что до недавнего времени её история интересовала в Мальмё школы в рамках изучения Холокоста. В настоящее время из-за учеников и студентов-мусульман в учебных заведениях отношение к ней и другим, пережившим Холокост, подчеркнуто неуважительное. Слушатели игнорируют их рассказ, демонстративно выходят из класса. Она также заявила: «Антисемитизм в Мальмё напоминает мне моё детство. Я вновь чувствую себя ребёнком в Польше перед войной. Мне, как и другим евреям, в Швеции больше небезопасно».
В декабре 2010 года еврейская правозащитная организация (Центр Симона Визенталя) выпустила рекомендации туристам относительно Швеции, советуя евреям быть «крайне осторожными» при посещении южных частей страны в связи с увеличением преследования еврейских граждан мусульманами в городе Мальмё.

### Норвегия
В 2010 году норвежская радиовещательная корпорация провела исследования, показавшие, как широко распространен антисемитизм среди норвежских мусульман. Учителя в школах с большой долей мусульман рассказывали, что мусульманские школьники и студенты часто «хвалят и восхищаются Адольфом Гитлером за убийства евреев», что «ненависть к евреям узаконена в огромных группах студентов-мусульман», что «мусульмане смеются и останавливают [учителей], когда им пытаются рассказать о Холокосте». Кроме того, «когда некоторые студенты протестуют, слыша поддержку терроризма, многие студенты выражают ненависть к евреям». Утверждают, что «в Коране есть призывы убивать евреев, и что все истинные мусульмане ненавидят евреев». Большинство этих студентов родились и выросли в Норвегии. Один еврейский отец также рассказал, что его ребёнок после школы был окружен мусульманской толпой (ему, правда, удалось избежать насилия) для того, «чтобы быть вывезенным в лес, где его намеревались повесить за то, что он еврей».

### Россия
В октябре 2023 года на Северном Кавказе произошли антисемитские волнения, вызванные обострением палестино-израильского конфликта, дезинформацией в социальных сетях и поддержкой Россией ХАМАСа. Инциденты включали несанкционированные митинги, требования выселения предполагаемых израильских беженцев и погромы.

## Исламский фундаментализм
Термины исламский фундаментализм, исламизм широко используются на Западе в отношении ряда современных радикальных, воинствующих, возрожденческих движений в мусульманском мире. Эти движения представляют как суннитские (например, «Братья-мусульмане», «Аль-Каида», «Аль-Гамаа аль-исламийя», «ХАМАС»), так и шиитские (например, «Хомейнизм» и «Хезболла») ветви ислама и придерживаются самых разных взглядов и доктрин, но они разделяют неприятие западного секуляризма и стремятся к созданию общества, полностью исламского по своей культуре и управляемого исключительно на основе исламского закона (шариата) в его чистом виде, — сначала в их собственных странах, а в конечном итоге и во всём мире. Исламские фундаменталисты склонны рассматривать мир как манихейскую дихотомию добра и зла. К числу основных идологических принципов практически всех современных исламистов относится также ряд антисемитских убеждений. Длительный конфликт арабских стран и политических движений с Израилем способствовал тому, что демонизированный образ еврея превратился в неотъемлемую часть идеологии «исламизма» также в неарабском исламском мире, например, в идеологии сторонников Хомейни в Иране.
В 1980-х — начале 2000-х годах число сторонников радикального ислама значительно выросло. Одним из главных постулатов радикального ислама, общим для его суннитской и шиитской ветвей, является утверждение, что во второй половине XX — начале XXI века ислам оказался в смертельной опасности: его может уничтожить «западная отрава», то есть современные светские и материалистические идеи и соответствующий этим идеям образ жизни. Главным носителем этих идей исламскими теологами объявлены Соединённые Штаты и их «пособник» — Израиль, а также большое число правительств мусульманских стран, «насаждающих» идеалы и ценности общества массового потребления со всеми недостатками этого общества, включая сексуальную свободу, распространение алкоголя, наркотиков. Согласно радикальному исламу, в борьбе с врагами ислама — США, Израилем, несогласными арабскими режимами — подходят все средства, не исключая и массовый террор против гражданского населения, гражданских и военных объектов — например, террористические акты 11 сентября 2001 года, теракты на территории Израиля в ходе «интифады ал-Акса» и др.
Наиболее распространённой антисемитской идеей, которую разделяет широкий спектр исламских фундаменталистов, является представление о всемирном еврейском заговоре, в том виде, как его изображает антисемитская фальшивка «Протоколы сионских мудрецов». В своей работе «Попечитество юрисконсульта» аятолла Хомейни писал, что истинная цель евреев «состоит в создании всемирного еврейского правительства». Относительно умеренный исламист, такой как Рашид Аль-Ганнуши, лидер тунисского движения «Нахда», утверждает, что среди евреев есть «хорошие люди» (те, кто выступает против сионизма) и что не все евреи являются «политеистами». Тем не менее, он утверждает, что сионисты хотят унаследовать как Умму (мусульманскую общину), так и Запад и доминировать над всем миром, заменить Вашингтон Иерусалимом в качестве центра власти и разрушить все гуманистические принципы, лежащие в основе современной цивилизации. Шейх Абдессалам Ясин, лидер марокканской Джами ат аль-Адл ва ль-Ихсан (Группа справедливости и милосердия), который также считается относительно умеренным, утверждал, что евреи есть воплощение зла и всего того, что несёт беды современному миру. Сионизм и еврейство для него синонимы. Соучастником мирового сионистского заговора он называл «Еврейский Голливуд». Книга Ясина «Завоевание мира для ислама», включающая длинную антисемитскую диатрибу, переведена на несколько языков, включая английский и французский.
Для «Братьев-мусульман» еврейство является первым и самым пагубным из четырёх великих зол, с которыми нужно бороться. Другие — «крестовый поход», или христианский империализм, коммунизм и секуляризм. Статья из детского приложения к журналу «Братьев-мусульман» «Аль-Дава» («Призыв») за октябрь 1980 года цитирует «еврейскую» книгу («Протоколы сионских мудрецов»): «Мы, евреи, — хозяева мира, его развратители, подстрекатели к мятежу, его палачи!». Статья призывает молодых мусульман «прекратить их существование». Усама бен Ладен в своей «Декларации Всемирного исламского фронта джихада против евреев и крестоносцев» 1998 года ставит еврейство на первое место в списке врагов, с которыми предстоит столкнуться в священной войне.
В отличие от последователей традиционного ислама большинство исламистов принимают антисемитское мировоззрение, в котором для идей из «Протоколов» подыскиваются доказательства в Коране и хадисах. Эта точка зрения и её теологическое обоснование утвердились во многом благодаря широко распространённым трудам египетского Сейида Кутба, философа «Братьев-мусульман».
По утверждениям лидеров ливанской организации Хизболла, Израиль есть «порождение западного империализма и западного высокомерия», поскольку Запад, который изображается как источник «мирового зла», создал Израиль, чтобы утвердить собственное влияние на Ближнем Востоке, и укрепить свои в центре арабского мира. Это лидеры Хизбаллы и других организаций используют, чтобы доказать, что Израиль следует уничтожить. Схожие идеи присутствуют в проповедях и выступлениях лидеров суннитской организации Хамас.
В феврале 2007 года в ходе встречи крупнейших суннитских и шиитских учёных, которую транслировал в прямом эфире катарский телеканал «Аль-Джазира», бывший президент Ирана А. Н. Рафсанджани призвал к единству суннитов и шиитов, заявив, что главной опасностью являются сионизм и Израиль. Основной целью джихада, по этим заявлениям, является борьба с Израилем и уничтожение евреев. Так, в 1994 году лидер организации «Исламский джихад» Фатхи Шакаки объявил: «Продолжение джихада против сионизма — наша святая обязанность и смысл нашей жизни. Мы будем убивать израильтян везде, где бы они ни находились».
Программный документ Хамаса «Путь Аллаха» провозглашает основную цель этого движения: «Мы стремимся водрузить знамя Аллаха над всей территорией Палестины». Главная и единственная цель Хамаса заявлена как уничтожение Израиля: «Израиль существовал и будет существовать до тех пор, пока ислам не уничтожит его, как он уничтожил других своих врагов». Заявлено, что каждому мусульманину в любой части мира, необходимо помнить, что «освобождение Палестины — священная обязанность каждого мусульманина». Хамас учит, что изменяет исламу всякий, кто заключает мирные соглашения с Израилем, участвует в каких-либо мирных конференциях, привлекает руководителей немусульманских стран быть посредниками при решении спорных вопросом между исламскими странами. Программные документы Хамаса прямо повторяют традиционные обвинения против евреев, почерпнутые изначально из европейской антисемитской литературы: евреи обвиняются в том, что они в организовали Французскую революцию 1789 года, Октябрьскую революцию в России 1917 года, они названы ответственными за Первую и Вторую мировые войны.
В борьбе против сионистов и «американских империалистов» исламские радикалы активно используют самоубийц (шахидов). Массовый террор смертников становится основным оружием исламистов в борьбе против Израиля. Несмотря на то, что исламом запрещено самоубийство, исламские духовные лидеры находят для него теологическое оправдание. Так, шейх Ахмад Баха, один из лидеров Хамаса, утверждал: «Такие убийства не являются самоубийствами. Мы называем их акциями джихада, Коран рекомендует джихад в борьбе против врагов. Аллах разрешает отвечать врагу ударом на удар, это месть Аллаха, а не человека. Именно он выбирает героя, который приносит себя в жертву. Воля Аллаха должна исполниться». Шиитскими и суннитскими проповедниками насаждается культ смерти. Например, в 2000 году в Ираке появилось движение «Взыскующие мученичества», лидеры которого утверждали, что в 2006 году в его рядах имелось около 20 тысяч человек. Движение принимает в свои ряды шиитов, суннитов, мужчин и женщин. Основными врагами оно объявило США и Израиль. Насаждение этого культа смерти радикальный ислам начинает с детского сада и проводит на всех этапах образования, сочетая его с пропагандой ненависти к заявленным «врагам ислама» — евреям и христианам. Религиозными деятелями, школьными учителями и даже родителями внушается, что цель жизни истинного мусульманина это смерть во имя Аллаха, которая связана с убийством врагов. Так, палестинка Умм Нидаль Фархат, два сына которой погибли, совершив террористические атаки, в феврале 2004 года заявила, что она всегда мечтала стать матерью шахида. Культ смерти внушают и палестинским девочкам: в честь шахидок организуют демонстрации, им посвящают теле- и радиопередачи.
Одним из суннитских течений, которое резко усилилось в позднейшее время, стал ваххабизм, созданный ещё в XVIII веке исламским деятелем. Мохаммед бен-Абдулла аль-Ваххаб, жившим на территории современной Саудовской Аравии. Основатель заложил основные положения ваххабизма: все мусульмане являются братьями вне зависимости от места их проживания; праздность объявлена недопустимой, всю свою жизнь правоверный мусульманин должен посвятить укреплению и распространению ислама; отступников «необходимо возвращать в лоно истинной религии, в том числе и силой»; против иноверцев и еретиков нужно вести джихад в форме священной войны. Ваххабиты получили власть в Саудовской Аравии и в ряде других мусульманских стран. Ваххабитом был крупнейший террорист конца XX — начала XXI века Усама бен Ладен. После выхода советских войск из Афганистана им была сформирована из афганских ветеранов террористическая организация Международный исламский фронт джихада «Аль-Каида», которая стремится к уничтожить Израиль, изгнать «христианских крестоносцев» с Аравийского полуострова, нанести мощные террористические удары по США.

## Отрицание Холокоста
Мусульманские организации и режимы, прежде всего Иран, играют ключевую роль в развитии ревизионизма, псевдонаучной теории, которая отрицает Холокост. Многократно в течение своего правления с такими скандальными заявлениями выступал президент Ирана Махмуд Ахмадинежад. В одном из своих выступлений перед журналистами президент заявил, что Европа создавала Израиль в самом центре арабского мира, преследуя план «окончательного решения» еврейского вопроса. Политика властей Израиля по словам М. Ахмадинежад «идентична преступлениям германских нацистов и неонацистская по сути». В другом интервью президент утверждал, что «Холокост — еврейский миф, никогда не происходивший в действительности».
В 2006 году в Тегеране прошла организованная государственной газетой «Хамшахри» международная выставка работ карикатуристов, отрицающих Холокост, которые в своих работах насмехались над памятью его жертв. Мероприятие стало ответом на вышедшие в датской газете «Юлланде-постен» сатирические изображения Мухаммада. В том же году в Тегеране иранским правительством была организована международная конференция «Исследования Холокоста, международный взгляд», в которой приняли участие 67 представителей исторического ревизионизма из разных стран. По заявлению организаторов конференции, целью их является представление трибуны для дискуссии по вопросам, обсуждение которых запрещается на Западе.
В среде суннитов отрицание Холокоста также распространено. Так, члены движения «Эмигранты», одного из наиболее влиятельных и многочисленных суннитских движений в Британии, в 1998 году развесили в Лондоне и других городах этой страны плакаты «Холокост — реальный факт или голливудская фикция?» По словам одного из лидеров «Эмигрантов»: «…еврейский Холокост является фабрикацией и все знают это. Настоящий Холокост — это убийство евреями мусульман в Палестине». 27 января 2007 года во время торжественного памятного дня Холокоста Мусульманский совет Британии заявил, что мусульманам не следует участвовать в траурных мероприятиях, поскольку в их ходе не упоминают о «геноциде в Кашмире и Палестине».

## Обращение в ислам
Отдельные случаи перехода евреев в ислам происходили уже в начале проповеди Мухаммада. Распространение ислама сопровождало массовое обращение в него евреев Ирака и Земли Израиля. Помимо насилия, этому переходу евреев способствовала близость ислама к иудаизму. Позднее насильственное обращение евреев в ислам практиковали лишь секты, которые порвали с суннизмом.
В 1008—1020 годах многим евреям Египта и Сирии пришлось формально принять ислам под угрозой изгнания из страны фатимидским халифом Хакимом. Обращённые продолжали тайно совершать иудейские обряды и в 1020 году получают разрешение халифа вернуться к своей религии. Последовательная насильственная исламизация евреев проводилась Альмохадами. Попытка насильственно обратить евреев Йемена, которую предприняла династия Зейдитов, была пресечена с завоеванием страны египетским султаном XII веке.
Крах саббатианского движения в XVII веке привел к появлению еврейско-мусульманской секты дёнме. В 1839 году массовому насильственному обращению были подвергнуты евреи Мешхеда в Иране. Нескольким жертвам кровавого навета в Дамаске пришлось перейти в ислам под угрозой смертной казни. В Йемене в XIX—XX веках имели место похищения сирот-евреев с целью обратить их в ислам.
Некоторые выходцы из обращенных в ислам еврейских семей, сыграли заметную роль в развитии исламской теологии: Абдуллах ибн Салам (умер в 630 году), Каб аль-Ахбар (умер в промежутке между 652 и 655 годами), Вахб ибн Мунаббих (родился в 656 году — умер в промежутке между 732 и 738 годами), ставший одним из создателей хадиса, Абдуллах ибн Саба (VII век) был одним из создателей шиизма, философ-вольнодумец Ибн ар-Раванди (827?-864), Ибн Баджа (Авемпас; 1070?-1139) — философ, один из крупнейших представителей аристотелизма и рационализма в арабской философии.